# Levonorgestrel
Levonorgestrel (-norgestrel ili -norgestrel) (Plan B, Postinor) je druga generacija sintetičkih progestogena. On se koristi kao aktivni sastojaku u pojedinim hormonalnim kontraceptivima, uključujući kombinovane oralne kontraceptivne pilule, pilule progestogena, pilule za hitnu kontracepciju, intrauterinske sisteme, kontraceptivne implante, i terapiju hormonske zamene.

## Spoljašnje veze
- [http://www.levonelle.co.uk/
- [https://web.archive.org/web/20060925001403/http://www.ukmi.nhs.uk/NewMaterial/html/docs/levonorg.pdf